# Alchemilla ovitensis
Alchemilla ovitensis é uma espécie de rosácea do gênero Alchemilla, pertencente à família Rosaceae.